# Левен (река, Тасмания)
Левен (англ. River Leven) — река в северо-западной части Тасмании (Австралия).

## География
Река Левен берёт своё начало на юго-западном склоне горы Проспект (Prospect Mount, 1030 м), расположенной в хребте Блэк-Блафф (Black Bluff Range). Исток находится на высоте около 910 м над уровнем моря. Далее река Форт течёт сначала на запад, а затем преимущественно в северном и северо-восточном направлении, и впадает в Бассов пролив в районе города Алверстон. Эстуарий реки Левен разделяет Алверстон на две части — восточную (где находится центр города) и западную (West Ulverstone).
У Алверстона реку Левен пересекает автомобильная дорога   Басс-Хайвей (Bass Highway), идущая вдоль северного побережья Тасмании. Выше по течению вдоль реки Левен некоторое время следует автомобильная дорога  Ганнс-Плейнс-Роуд (Gunns Plains Road).
Ещё выше по течению реки находится скалистый каньон Левен (Leven Canyon). К смотровой площадке, расположенной в 275 м над рекой, можно доехать по дороге C128 (42 км от Алверстона), либо по дороге C132 от стоянки у горы Крейдл. У каньона находится природный заказник Левен-Каньон (Leven Canyon Reserve).
Основными притоками реки Левен являются реки Медуэй (Medway River) и Гаулер (Gawler River, впадает в эстуарий реки Левен). Площадь бассейна реки Левен составляет около 700 км².
Река Левен — одна из немногих крупных рек Тасмании, на которой нет плотин и гидроэлектростанций.

## Фауна
Река Левен является популярным местом для рыбной ловли. В ней водятся два вида форели — кумжа (Salmo trutta, англ. brown trout — коричневая форель) и микижа (Oncorhynchus mykiss, англ. rainbow trout — радужная форель), а также мраморный гадопс (Gadopsis marmoratus). Кроме этого, там водятся гигантские речные раки Astacopsis gouldi (эндемики Тасмании), отлов которых запрещён.